# Список эпизодов телесериала «Уилфред»
«Уилфред» — американский телесериал о молодом человеке Райане и о соседском псе Уилфреде. Дженна, соседка Райана просит присмотреть за своей собакой. Для Райана Уилфред выглядит как мужчина в костюме собаки, хотя для остальных Уилфред выглядит как обычный пес.

## Обзор сезонов
| Сезон | Сезон | Эпизоды | Оригинальная дата показа | Оригинальная дата показа | Телеканал |
| Сезон | Сезон | Эпизоды | Премьера сезона          | Финал сезона             | Телеканал |
| ----- | ----- | ------- | ------------------------ | ------------------------ | --------- |
|       | 1     | 13      | 23 июня 2011             | 8 сентября 2011          | FX        |
|       | 2     | 13      | 21 июня 2012             | 20 сентября 2012         | FX        |
|       | 3     | 13      | 20 июня 2013             | 5 сентября 2013          | FX        |
|       | 4     | 10      | 25 июня 2014             | 13 августа 2014          | FXX       |

## Список серий

### Сезон 1 (2011)
| № общий | № в сезоне | Название                   | Режиссёр         | Автор сценария                 | Дата премьеры   | Произв. код | Зрители в США (млн) |
| --- | ---------- | -------------------------- | ---------------- | ------------------------------ | --------------- | ----------- | ------------------- |
| 1 | 1          | «Happiness» «Счастье»      | Рэнделл Айнхорн  | Дэвид Цукерман                 | 23 июня 2011    | XWL01001    | 2,55                |
| После неудачной попытки самоубийства, Райан начинает видеть небритого мужчину в костюме собаки вместо обычного соседского пса по имени Уилфред. Открывающая цитата: "Только лишившись рассудка человек может обрести счастье." - Марк Твен Оригинальная цитата: "Sanity and happiness are impossible combination."                                    |            |                            |                  |                                |                 |             |                     |
| 2 | 2          | «Trust» «Доверие»          | Рэнделл Айнхорн  | Дэвид Цукерман                 | 30 июня 2011    | XWL01002    | 2,04                |
| Райан обманывает Уилфреда, чтобы угодить Дженне, но его ложь приводит к раскрытию весьма неожиданного факта о ней. Открывающая цитата: "Верь лишь себе, и не познаешь более предательства." - Томас Фуллер Оригинальная цитата: "Trust thyself only, and another shall not betray thee."                                                              |            |                            |                  |                                |                 |             |                     |
| 3 | 3          | «Fear» «Страх»             | Рэнделл Айнхорн  | Эрик Вейнберг                  | 7 июля 2011     | XWL01003    | 1,52                |
| Райан наконец-таки узнаёт, почему Уилфред закопал его бумажник на заднем дворе Спенсера в то время, когда сам Спенсер приходит в бешенство. Открывающая цитата: "У страха есть своё применение, в отличие от трусости." - Махатма Ганди Оригинальная цитата: "Fear has its use but cowardice has none."                                               |            |                            |                  |                                |                 |             |                     |
| 4 | 4          | «Acceptance» «Принятие»    | Рэнделл Айнхорн  | Джейсон Гэнн                   | 14 июля 2011    | XWL01004    | 1,56                |
| Усилия Райана помириться со своей сестрой раз за разом оказываются напрасными из-за заявления Уилфреда о поражающем случае в Центре дневного пребывания собак. Открывающая цитата: "Счастье единственно осуществимо лишь с его принятием." - Джордж Оруэлл Оригинальная цитата: "Happiness can exist only in acceptance."                             |            |                            |                  |                                |                 |             |                     |
| 5 | 5          | «Respect» «Уважение»       | Рэнделл Айнхорн  | Майкл Глуберман                | 21 июля 2011    | XWL01005    | 1,44                |
| Райан и Уилфред выступают добровольцами в хосписе и обнаруживают одну удивительную способность Уилфреда. Открывающая цитата: "Главнейшее уважение - уважение к себе самому, идущее изнутри." - Стивен Куглер Оригинальная цитата: "Seek respect mainly from thyself, for it comes first from within."                                                 |            |                            |                  |                                |                 |             |                     |
| 6 | 6          | «Conscience» «Совесть»     | Рэнделл Айнхорн  | Дэвид Бальды                   | 28 июля 2011    | XWL01006    | 1,74                |
| Уилфред пытается убедить Райана выгнать парня Дженны из дома. Открывающая цитата: "Совесть – как пес, который не кусает, но лает без умолку." - пословица Оригинальная цитата: "Conscience is the dog that can't bite, but never stops barking." |            |                            |                  |                                |                 |             |                     |
| 7 | 7          | «Pride» «Гордость»         | Рэнделл Айнхорн  | Джейсон Гэнн                   | 4 августа 2011  | XWL01007    | 1,40                |
| Пока Уилфред преследует свою новую любовь, Райану приходится унять свою гордость. Открывающая цитата: "В основном, гордость лежит в корне всех величайших ошибок." - Стивен Куглер Оригинальная цитат: "In general, pride is at the bottom of all great mistakes."                                                                                    |            |                            |                  |                                |                 |             |                     |
| 8 | 8          | «Anger» «Гнев»             | Виктор Нэлли-мл. | Сиверт Глэрум и Майкл Джамин   | 11 августа 2011 | XWL01008    | 1,23                |
| Когда Уилфред узнаёт, что Райан чувствует ответственность за смерть любимого пса детства, он связывается с потусторонними силами, чтобы помочь Райану узнать правду. Открывающая цитата: "Накормленный, твой гнев уснёт – от голода тебя он жрёт." - Эмили Дикинсон Оригинальная цитата: "Anger as soon as fed is dead -- tis starving makes it fat." |            |                            |                  |                                |                 |             |                     |
| 9 | 9          | «Compassion» «Сострадание» | Виктор Нэлли-мл. | Патрисия Брин                  | 18 августа 2011 | XWL01009    | 1,18                |
| Негодование Райана по поводу своей эксцентричной матери усугубляется, когда Уилфред начинает вести себя рядом с ней словно с мамой, которой у него никогда не было. Открывающая цитата: "Не осуждай без сострадания." - Энн Маккефри Оригинальная цитата: "Make no judgment where you have no compassion."                                            |            |                            |                  |                                |                 |             |                     |
| 10 | 10         | «Isolation» «Уединение»    | Виктор Нэлли-мл. | Стив Балдикоски и Брайан Бехар | 18 августа 2011 | XWL01010    | 1,04                |
| Уилфред использует нездоровую привычку Райана к самоизоляции, чтобы парень перестал казаться плохим для соседей. Открывающая цитата: "Уединение – мечта, обречённая на провал." - Карлос Салинас Оригинальная цитата: "Isolation is a self-defeating dream."                                                                                          |            |                            |                  |                                |                 |             |                     |
| 11 | 11         | «Doubt» «Сомнение»         | Рэнделл Айнхорн  | Рид Эгнью и Эли Хорн           | 25 августа 2011 | XWL01011    | 1,21                |
| Райан начинает подозревать, что его дружба с Уилфредом может разрушиться сама по себе. Открывающая цитата: "Сомнение должно быть не более, чем бдительностью, иначе оно может стать опасным." - Джордж Лихтенберг Оригинальная цитата: "Doubt must be no more than vigilance, otherwise it can become dangerous."                                     |            |                            |                  |                                |                 |             |                     |
| 12 | 12         | «Sacrifice» «Жертва»       | Рэнделл Айнхорн  | Сиверт Глэрум и Майкл Джамин   | 1 сентября 2011 | XWL01012    | 1,32                |
| Уилфред побуждает Райана отказаться от счастливых отношений с его новой девушкой ради большего блага. Открывающая цитата: "Любовь есть готовность жертвовать." - Майкл Новак Оригинальная цитата: "Love is a willingness to sacrifice." |            |                            |                  |                                |                 |             |                     |
| 13 | 13         | «Identity» «Самобытность»  | Рэнделл Айнхорн  | Дэвид Цукерман                 | 8 сентября 2011 | XWL01013    | 0,90                |
| Райан игнорирует совет Уилфреда, что приводит к большим проблемам для них двоих. Открывающая цитата: "Ценность самобытности состоит в том, что часто она идет в паре с целью." - Ричард Грант Оригинальная цитата: "The value of identity is that so often with it comes purpose."                                                                    |            |                            |                  |                                |                 |             |                     |

### Сезон 2 (2012)
| № общий | № в сезоне | Название                | Режиссёр        | Автор сценария                     | Дата премьеры    | Произв. код | Зрители в США (млн) |
| --- | ---------- | ----------------------- | --------------- | ---------------------------------- | ---------------- | ----------- | ------------------- |
| 14 | 1          | «Progress» «Прогресс»   | Рэнделл Айнхорн | Дэвид Цукерман                     | 21 июня 2012     | XWL02001    | 0,96                |
| Райан ощущает на себе все последствия жизни без Уилфреда. Открывающая цитата: "Неудовлетворённость – первейшее условие прогресса." - Томас Эдисон Оригинальная цитата: "Discontent is the first necessity of progress."                                                                                       |            |                         |                 |                                    |                  |             |                     |
| 15 | 2          | «Letting go» «Смирение» | Рэнделл Айнхорн | Дэвид Цукерман                     | 28 июня 2012     | XWL02001    | 2,53                |
| Уилфред отказывается помогать Райану. Открывающая цитата: "Некоторые полагают, что ты становишься сильнее, держась за что-то, но сильнее становишься, только смирившись и отпустив." - Герман Гессе Оригинальная цитата: "Some of us think holding on makes us strong, but sometimes it is letting go."       |            |                         |                 |                                    |                  |             |                     |
| 16 | 3          | «Dignity» «Достоинство» | Рэнделл Айнхорн | Дэвид Цукерман                     | 5 июля 2012      | XWL02003    | 1,45                |
| Популярность Уилфреда становится досадной для Райана. Открывающая цитата: "Не человек должен охранять своё достоинство, а достоинство – человека." - Ральф Уолдо Эмерсон Оригинальная цитата: "Let not a man guard his dignity but let his dignity guard him."                                                |            |                         |                 |                                    |                  |             |                     |
| 17 | 4          | «Guilt» «Вина»          | Рэнделл Айнхорн | Стив Томпкинс                      | 12 июля 2012     | XWL02004    | 1,35                |
| Райан должен не допустить войны между Уилфредом и ненавистным ему врагом. Открывающая цитата: "Вина – дар, которому нет конца." - Эрма Бомбек Оригинальная цитата: "Guilt: The gift that keeps on giving." |            |                         |                 |                                    |                  |             |                     |
| 18 | 5          | «Now» «Сейчас»          | Рэнделл Айнхорн | Дэвид Болди                        | 19 июля 2012     | XWL02005    | 1,34                |
| Опасный случай становится причиной неожиданных последствий. Открывающая цитата: "Будь здесь и сейчас." - Рам Дасс Оригинальная цитата: "Be here now." |            |                         |                 |                                    |                  |             |                     |
| 19 | 6          | «Control» «Контроль»    | Рэнделл Айнхорн | Скотт Прендергаст                  | 26 июля 2012     | XWL02006    | 1,28                |
| Райан хочет познакомить Аманду с Дженной, но Уилфред всё усложняет. Открывающая цитата: "Мастер понимает, что вселенная неподвластна контролю." - Лао-цзы Оригинальная цитата: "The master understands that the universe forever out of control."                                                             |            |                         |                 |                                    |                  |             |                     |
| 20 | 7          | «Avoidance» «Уклонение» | Рэнделл Айнхорн | Джейсон Гэнн                       | 2 августа 2012   | XWL02007    | 0,83                |
| Дружба Райана и Уилфреда в очередной раз оказывается под угрозой. Открывающая цитата: "Большие проблемы вытекают из уклонения от мелких." - Джереми Колфилд Оригинальная цитата: "Our biggest problems arise from the avoidance of smaller ones."                                                             |            |                         |                 |                                    |                  |             |                     |
| 21 | 8          | «Truth» «Правда»        | Рэнделл Айнхорн | Дэвид Цукерман                     | 9 августа 2012   | XWL02008    | 0,95                |
| Очередной урок от Уилфреда подкрепляется предложением к Райану, способным перевернуть его мир. Открывающая цитата: "Перед тем как освободить человека, правда делает его несчастным." - Джеймс А. Гарфилд Оригинальная цитата: "The truth will set you free, but first it will make you miserable."           |            |                         |                 |                                    |                  |             |                     |
| 22 | 9          | «Service» «Помощь»      | Рэнделл Айнхорн | Рид Эгнью и Эли Хорн               | 16 августа 2012  | XWL02009    | 1,05                |
| Импровизированное дорожное путешествие ставит под угрозу семью Райана. Открывающая цитата: "В основе перемен к лучшему лежит помощь ближнему." - Ли Якокка Оригинальная цитата: "The thing that lies at the foundation of positive change is service to a fellow human being."                                |            |                         |                 |                                    |                  |             |                     |
| 23 | 10         | «Honesty» «Честность»   | Рэнделл Айнхорн | Джейсон Гэнн                       | 23 августа 2012  | XWL02010    | 0,83                |
| Райан и Уилфред проводят экстраординарную работу по помощи в карьере Дженны. Открывающая цитата: "Честность и откровенность делает нас уязвимыми. Всё равно будьте честны и откровенны." - Мать Тереза Оригинальная цитата: "Honesty and transparency make you vulnerable. Be honest and transparent anyway." |            |                         |                 |                                    |                  |             |                     |
| 24 | 11         | «Questions» «Вопросы»   | Рэнделл Айнхорн | Коуди Хеллер и Бретт Коннер        | 30 августа 2012  | XWL02011    | 0,72                |
| Райан уходит в себя, чтобы узнать правду о Уилфреде. Открывающая цитата: "Задавая неверные вопросы, не получишь верных ответов." - Эдвард Ходнетт Оригинальная цитата: "If you do not ask the right questions, you do not get the right answers."                                                             |            |                         |                 |                                    |                  |             |                     |
| 25 | 12         | «Resentment» «Злость»   | Рэнделл Айнхорн | Дэвид Болди                        | 13 сентября 2012 | XWL02012    | 0,64                |
| Уилфред портит подготовку Дженны и Дрю к свадьбе, думая, что Райан ревнует. Открывающая цитата: "Злиться – всё равно что принять яд, и ждать, что умрёт кто-то другой." - Малаки МакКорт Оригинальная цитата: "Resentment is like taking poison and waiting for the other person to die."                     |            |                         |                 |                                    |                  |             |                     |
| 26 | 13         | «Secrets» «Секреты»     | Рэнделл Айнхорн | Дэвид Цукерман и Скотт Прендергаст | 20 сентября 2012 | XWL02013    | 0,54                |
| Уилфред и Райан сталкиваются с насущными вопросами о жизни и любви. Открывающая цитата: "Узнав чужие секреты, мы обрели бы покой." - Джон Чёртон Коллинз Оригинальная цитата: "If we knew each other's secrets, what comfort should we find."                                                                 |            |                         |                 |                                    |                  |             |                     |

### Сезон 3 (2013)
| № общий | № в сезоне | Название                         | Режиссёр        | Автор сценария              | Дата премьеры   | Произв. код | Зрители в США (млн) |
| --- | ---------- | -------------------------------- | --------------- | --------------------------- | --------------- | ----------- | ------------------- |
| 27 | 1          | «Uncertainty» «Неопределённость» | Рэнделл Айнхорн | Рид Эгнью и Эли Хорн        | 20 июня 2013    | XWL03001    | 0,65                |
| Райан и Уилфред отдают все силы на разгадку тайны происхождения последнего, и отправляются к бывшей хозяйке пса. Открывающая цитата: "Ошибочно предполагать, что у неопределённости есть противоядие." - Дэвид Левитан Оригинальная цитата: "The mistake is thinking that there can be an antidote to the uncertainty." |            |                                  |                 |                             |                 |             |                     |
| 28 | 2          | «Comfort» «Утешение»             | Рэнделл Айнхорн | Коуди Хеллер и Бретт Коннер | 20 июня 2013    | XWL03002    | 0,61                |
| Открывающая цитата: "Излечивай иногда, лечи почаще, утешай всегда." - Гиппократ Оригинальная цитата: "Cure sometimes, treat often, comfort always." |            |                                  |                 |                             |                 |             |                     |
| 29 | 3          | «Suspicion» «Подозрительность»   | Рэнделл Айнхорн | Дэвид Болди                 | 27 июня 2013    | XWL03003    | 0,71                |
| Открывающая цитата: "Подозрительность – тяжёлая броня, которая своим весом, скорее, мешает, чем защищает." - Роберт Бёрнс Оригинальная цитата: "Suspicion is a heavy armor and with its weight it impedes more than it protects."                                                                                       |            |                                  |                 |                             |                 |             |                     |
| 30 | 4          | «Sincerity» «Искренность»        | Рэнделл Айнхорн | Джейсон Гэнн                | 27 июня 2013    | XWL03004    | 0,54                |
| Открывающая цитата: "Искреннее высказывание, пусть и произнесённое с запинкой, будет звучать красноречиво." - Эйдзи Ёсикава Оригинальная цитата: "Sincerity, even if it speaks with a stutter, will sound eloquent when inspired."                                                                                      |            |                                  |                 |                             |                 |             |                     |
| 31 | 5          | «Shame» «Стыд»                   | Рэнделл Айнхорн | Гай Эндор-Кайзер            | 11 июля 2013    | XWL03005    | 0,71                |
| Открывающая цитата: "У меня нет ни стыда, ни достоинства – всё это ради благой цели." - Эй Джей Джейкобс Оригинальная цитата: "I have little shame, no dignity - all in the name of a better cause." |            |                                  |                 |                             |                 |             |                     |
| 32 | 6          | «Delusion» «Самообман»           | Рэнделл Айнхорн | Элизабет Типпет             | 18 июля 2013    | XWL03006    | 0,61                |
| Открывающая цитата: "Правда может ранить, но настоящий ущерб приносит самообман." - Ванна Бонта Оригинальная цитата: "Truth may sometimes hurt, but delusion harms." |            |                                  |                 |                             |                 |             |                     |
| 33 | 7          | «Intuition» «Интуиция»           | Рэнделл Айнхорн | Дэвид Цукерман              | 25 июля 2013    | XWL03007    | 0,54                |
| Открывающая цитата: "Интуиция в открытии играет более важную роль, чем логика." - Анри Пуанкаре Оригинальная цитата: "Intuition is more important to discovery than logic." |            |                                  |                 |                             |                 |             |                     |
| 34 | 8          | «Perspective» «Ракурс»           | Рэнделл Айнхорн | Кевин Арриета               | 1 августа 2013  | XWL03008    | 0,47                |
| Открывающая цитата: "Как непривычно было ехать по знакомым улицам: всё виделось в ином ракурсе." - Сюзан Вега Оригинальная цитата: "How weird it was to drive streets I knew so well. What a different perspective." |            |                                  |                 |                             |                 |             |                     |
| 35 | 9          | «Confrontation» «Столкновение»   | Рэнделл Айнхорн | Дэвид Болди                 | 8 августа 2013  | XWL03009    | 0,46                |
| Открывающая цитата: "Без лобового столкновения прогресса достичь невозможно." - Кристофер Хитченс Оригинальная цитата: "There can be no progress without head-on confrontation." |            |                                  |                 |                             |                 |             |                     |
| 36 | 10         | «Distance» «Расстояние»          | Рэнделл Айнхорн | Джейкоб Янг                 | 15 августа 2013 | XWL03010    | 0,65                |
| Открывающая цитата: "Иногда необходимо отойти на расстояние, чтобы увидеть верный короткий путь." - Эдвард Олби Оригинальная цитата: "Sometimes it's necessary to go a long distance out of the way to come back a short distance correctly."                                                                           |            |                                  |                 |                             |                 |             |                     |
| 37 | 11         | «Stagnation» «Застой»            | Рэнделл Айнхорн | Джейсон Гэнн                | 22 августа 2013 | XWL03011    | 0,41                |
| Открывающая цитата: "Застой – это смерть. Если вы не меняетесь, вы умираете. Всё настолько просто. Настолько страшно." - Леонард Свит Оригинальная цитата: "Stagnation is death. If you don't change, you die. It's that simple. It's that scary."                                                                      |            |                                  |                 |                             |                 |             |                     |
| 38 | 12         | «Heroism» «Героизм»              | Рэнделл Айнхорн | Коуди Хеллер и Бретт Коннер | 29 августа 2013 | XWL03012    | 0,84                |
| Открывающая цитата: "Настоящий героизм, по моему мнению, всё равно что настоящая любовь – впутанное, болезненное, чувствительное дело." - Джон Грин Оригинальная цитата: "In my opinion, actual heroism, like actual love, is a messy, painful, vulnerable business."                                                   |            |                                  |                 |                             |                 |             |                     |
| 39 | 13         | «Regrets» «Сожаления»            | Рэнделл Айнхорн | Рид Эгнью и Эли Хорн        | 5 сентября 2013 | XWL03013    | 0,44                |
| Открывающая цитата: "Лучшее, на что мы можем надеяться – это сожалеть о том, о чём стоило сожалеть." - Артур Миллер Оригинальная цитата: "Maybe all one can do is hope to end up with the right regrets." |            |                                  |                 |                             |                 |             |                     |

### Сезон 4 (2014)
| № общий | № в сезоне | Название                           | Режиссёр        | Автор сценария       | Дата премьеры   | Произв. код | Зрители в США (млн) |
| --- | ---------- | ---------------------------------- | --------------- | -------------------- | --------------- | ----------- | ------------------- |
| 40 | 1          | «Amends» «Примирение»              | Рэнделл Айнхорн | Рид Эгнью и Эли Хорн | 25 июня 2014    | XWL04001    | 0,24                |
| Открывающая цитата: "Поступив скверно, раскайся, примирись с обиженным и нацель себя на то, чтобы в следующий раз поступить лучше." - Олдос Хаксли Оригинальная цитата: "If you have behaved badly, repent, make what amends you can and address yourself to the task of behaving better next time." |            |                                    |                 |                      |                 |             |                     |
| 41 | 2          | «Consequences» «Последствия»       | Рэнделл Айнхорн | Дэвид Болди          | 25 июня 2014    | XWL04002    | 0,24                |
| Открывающая цитата: "Рано или поздно каждый садится за банкетный стол последствий своих поступков." - Роберт Льюис Стивенсон Оригинальная цитата: "Sooner or later everyone sits down to a banquet of consequences."                                                                                 |            |                                    |                 |                      |                 |             |                     |
| 42 | 3          | «Loyalty» «Верность»               | Рэнделл Айнхорн | Кейт Хайслер         | 3 июля 2014     | XWL04003    | N/A                 |
| Открывающая цитата: "Мы все плывём в одной лодке в шторм, и должны хранить друг другу верность." - Гилберт Кит Честертон Оригинальная цитата: "We are all in the same boat, in a stormy sea, and we owe each other a terrible loyalty."                                                              |            |                                    |                 |                      |                 |             |                     |
| 43 | 4          | «Answers» «Ответы»                 | Рэнделл Айнхорн | Мэтт Паттерсон       | 10 июля 2014    | XWL04004    | 0,20                |
| Открывающая цитата: "На пути к ответам на вопросы бытия мы часто превращаем хаос в порядок, а порядок – в хаос." - Джеффри Фрай Оригинальная цитата: "In our quest for the answers of life we tend to make order out of chaos, and chaos out of order."                                              |            |                                    |                 |                      |                 |             |                     |
| 44 | 5          | «Forward» «Вперёд»                 | Рэнделл Айнхорн | Рид Эгнью и Эли Хорн | 17 июля 2014    | XWL04005    | N/A                 |
| Открывающая цитата: "Есть множество путей идти вперёд и лишь один путь стоять на месте." - Франклин Рузвельт Оригинальная цитата: "There are many ways of going forward, but only one way of standing still."                                                                                        |            |                                    |                 |                      |                 |             |                     |
| 45 | 6          | «Patterns» «Шаблоны»               | Рэнделл Айнхорн | Тэд Травелстид       | 23 июля 2014    | XWL04006    | N/A                 |
| Открывающая цитата: "Истина находится вне всяких шаблонов." - Брюс Ли Оригинальная цитата: "Truth is outside of all patterns." |            |                                    |                 |                      |                 |             |                     |
| 46 | 7          | «Responsibility» «Ответственность» | Рэнделл Айнхорн | Джек Кукода          | 30 июля 2014    | XWL04007    | 0,20                |
| Открывающая цитата: "Взваливая на себя большую, или даже всю ответственность, ты подавляешь себя." - Франц Кафка Оригинальная цитата: "By imposing too great a responsibility, or rather, all responsibility, on yourself, you crush yourself."                                                      |            |                                    |                 |                      |                 |             |                     |
| 47 | 8          | «Courage» «Храбрость»              | Рэнделл Айнхорн | Дэвид Болди          | 6 августа 2014  | XWL04008    | 0,17                |
| Открывающая цитата: "Как мало тех, кому хватает храбрости признать свои ошибки, или решимости их исправить." - Бенджамин Франклин Оригинальная цитата: "How few there are who have courage enough to own their faults, or resolution enough to mend them."                                           |            |                                    |                 |                      |                 |             |                     |
| 48 | 9          | «Resistance» «Сопротивление»       | Рэнделл Айнхорн | Дэвид Цукерман       | 13 августа 2014 | XWL04009    | 0,24                |
| Открывающая цитата: "Сопротивление бесполезно." - Доктор Кто Оригинальная цитата: "Resistance is useless." |            |                                    |                 |                      |                 |             |                     |
| 49 | 10         | «Happiness» «Счастье»              | Рэнделл Айнхорн | Дэвид Цукерман       | 13 августа 2014 | XWL04010    | 0,25                |
| Открывающая цитата: "Счастье зависит не от внешних вещей, а от того, как мы на них смотрим." - Лев Толстой Цитата на английском: "Happiness does not depend on outward things, but on the way we see them."                                                                                          |            |                                    |                 |                      |                 |             |                     |